# يسرا الباقر
يسرا الباقر صحفية وكاتبة سودانية بريطانية.

## الحياة المُبكّرة والتعليم
وُلدت يسرا الباقر بالعاصمة السودانيّة الخُرطوم لأب صحفي وسياسي سوداني ولأم كانت تعملُ ناشرة كتب وسيّدة أعمال. من المعروف أن والدتها هي أول ناشرة في السودان. نشأت يُسرا في المملكة المتحدة حتى بلغت الثامنة من عمرها، عندما انتقلت عائلتها إلى السودان، لكنها عادت إلى العاصمة البريطانيّة لندن في سنّ السادسة عشر وهناك حصلت على شهادتها الجامعيّة وتخرجت من جامعة سانت أندروز مع مرتبة الشرف بعد دراسة الأنثروبولوجيا الاجتماعية.

## المسيرة المهنيّة
بدأت الباقر تجربتها الصحفيّة من خلال المشاركة في منشورات الطلاب أثناء دراستها في سانت أندروز. عادت الباقر إلى السودان عام 2015 بعد دراستها لتتدرب كصحفية ميدانية لمدة عام ونصف. اعتبارًا من عام 2016، كانت تعمل كمراسلة مستقلة في الخرطوم وكانت منتجة لشركة إليفنت ميديا (بالإنجليزية: Elephant Media)‏. عُرضت أعمالها على HBO والقناة الرابعة وبي بي سي أفريقيا و بي بي سي راديو 4 وسي إن إن و ذا فايننشال تايمز والغارديان.
اشتهرت الباقر أكثر بعدما أطلقت حملة إعلاميّة على الإنترنت تحتَ هاشتاج #SudanUnderSanction التي ناقش فيها رجال ونساء سودانيون آثار العقوبات التجارية والاقتصاديّة ضد السودان. في عام 2019، تحدثت الباقر عن الثورة السودانية أثناء عملها في القناة الرابعة، وانتقدت الخطوات الأولى للانتقال المؤسسي السوداني إلى الديمقراطية قائلة: «إنّ التقدم السياسي [الأول] الملموس لعقود من الزمن لاستبعاد النساء أمر سخيف ... كانت النساء السبب في استمرار الاعتصام الجماهيري المؤيد للديمقراطية لمدة شهرين تقريبًا. كنَّ يدرن عيادات مؤقتة، ويطعمنَ المتظاهرين الصائمين يوميًا خلال شهر رمضان، ويقضين الليل عند نقاط التفتيش يفتشون المتظاهرات.»

## الحياة الشخصية
الباقر هي الشقيقة الصغرى للصحفية والمراسلة التلفزيونية الحائزة على جوائز سي إن إن نعمة الباقر.

## الجوائز
- حصلت الباقر في عام 2016 على جائزة مؤسسة طومسون وجمعية الصحافة الأجنبية للصحفيين الشباب لتقاريرها المتعمّقة عن آثار عقوبات الولايات المتحدة ضد السودان.[24][25][26]
- في عام 2017 ، تم إدراجها في قائمة أوكاي أفريقيا لـ 100 امرأة.[27]